# Système mondial de détresse et de sécurité en mer

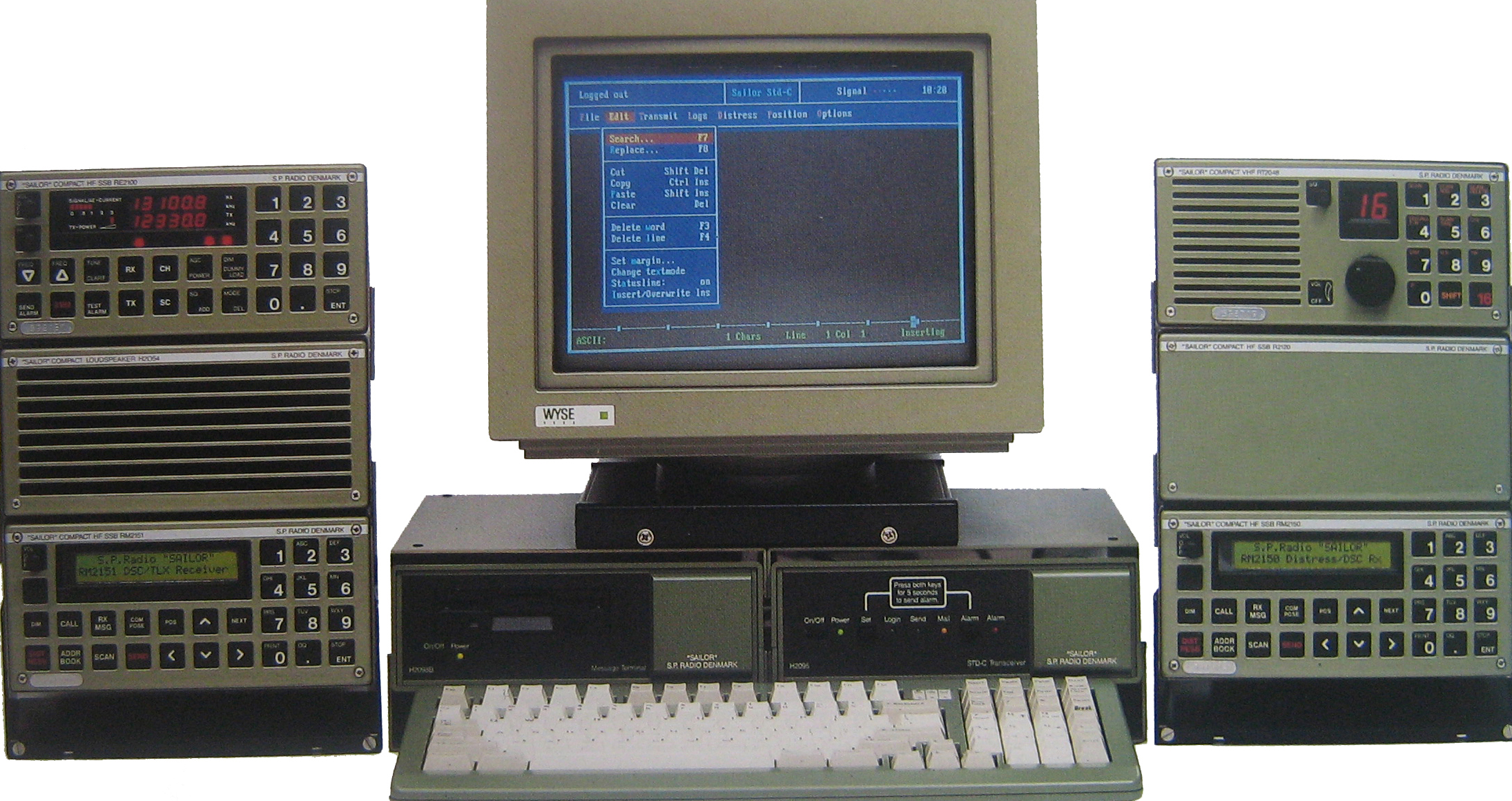
Station radio SMDSM. À gauche MF/HF et ASN : MF/HF au centre INMARSAT C à droite VHF et ASN : VHF.

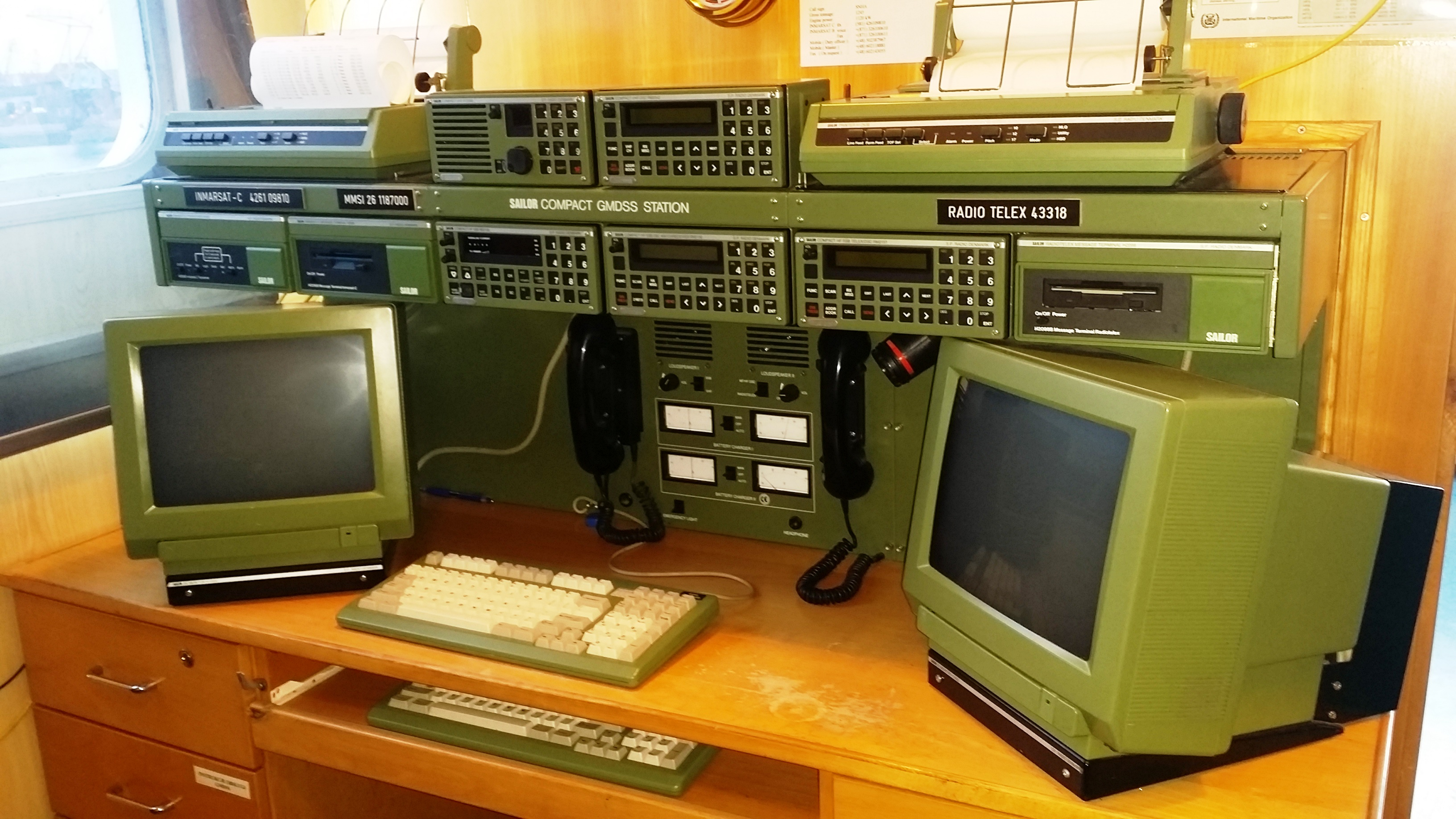
Station radio SMDSM. À gauche INMARSAT C au centre MF/HF ASN : MF/HF et VHF et ASN : VHF et à droite machine de radiotélétype.

Le système mondial de détresse et de sécurité en mer (SMDSM ou en anglais GMDSS : Global Maritime Distress and Safety System) est un système international qui utilise des moyens de télécommunications pour la recherche et le sauvetage en mer et la prévention des accidents maritimes. Il fait partie des systèmes de la marétique.

## Historique
Avant l'entrée en vigueur du système SMDSM ou GMDSS (Global Maritime Distress and Safety System) en 1999, la sécurité en mer reposait en partie sur les bons usages maritimes. Les alertes (messages de détresse) étaient envoyées à tous (l'entraide des gens de mer).
Dans le système traditionnel radiotélégraphique et radiotéléphonique ou système antérieur de détresse et de sécurité en mer, c’est la station de navire, la station d'aéronef ou la station terrestre recevant la détresse qui se chargeait soit de porter secours, soit de relayer l’appel de détresse afin de déclencher les opérations de recherche et de sauvetage.
Le système mondial de détresse et de sécurité en mer (SMDSM 1999) est conçu pour qu'à tout moment un navire soit capable d'entrer rapidement en contact avec les centres de coordination de sauvetage en mer (le CROSS en France, le MRCC — Maritime Rescue Coordination Centre — en anglais) qui sont chargés, selon la convention Search And Rescue (signée à Hambourg en 1979, ou SAR 79), de coordonner les opérations de recherche et de sauvetage dans leur zone de responsabilité SAR (Search And Rescue).

## Le système
Le système a été mondialisé et les gros navires sont obligatoirement munis depuis 1999, selon leur zone de navigation, d'appareils capables d'émettre (et de recevoir) des alertes et messages de détresse qui seront captés également par des stations terrestres. Les émetteurs-récepteurs gardent en mémoire les messages émis et reçus.
Les messages se font sur des fréquences fixées et sont numériques. Il devient possible de faire des appels sélectifs numériques (ASN en français, DSC — Digital Selective Calling — en anglais) par les émetteurs-récepteurs en VHF avec ASN et par les émetteurs-récepteurs MF/HF pourvus de l'ASN.
Les transmetteurs VHF et MF/HF sont couplés à des systèmes de positionnement par satellite, la position du navire peut être également transmise dans le corps du message.
Chaque navire se voit attribuer un numéro MMSI (ISMM — Identité du service maritime mobile — en français, Maritime Mobile Service Identity an anglais) de neuf chiffres dont les trois premiers (ou MID) correspondent à la nationalité de l'émetteur ou sa région géographique. Les gros navires doivent avoir leurs émetteurs-récepteurs SMDSM en service 24h/24 en mer.
Le centre terrestre responsable de la surveillance de la zone (MRCC — Maritime Rescue Coordinating Centre), en France le CROSS, prend en charge la gestion de l'alerte et se charge de déployer les secours.

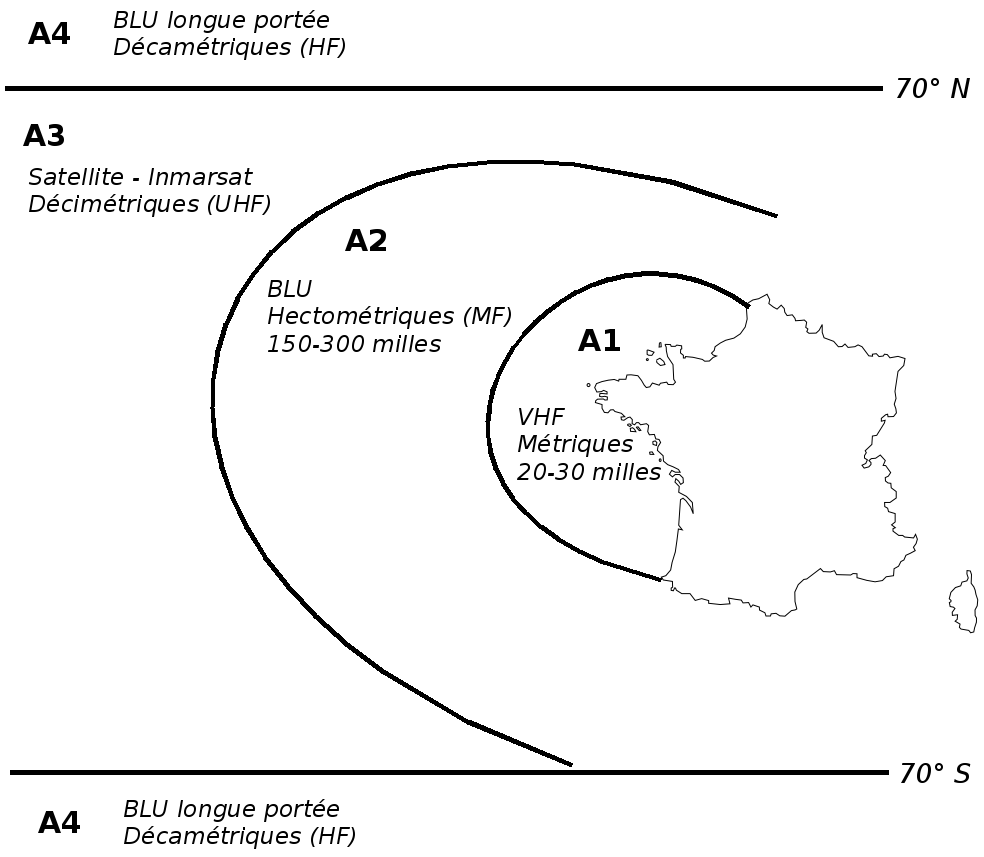
Schéma exemple des limites de zones d'exploitation du SMDSM.

Des zones maritimes ont été définies : 
- Zone A1 (zone côtière) : zone couverte par au moins une station côtière travaillant en bandes métriques (VHF) utilisant l'ASN ;
- Zone A2 (zone large) : zone couverte par au moins une station côtière travaillant en bandes hectométriques (MF) utilisant l'ASN hors zone A1 ;
- Zone A3 (zone grand large) : zone sous couverture d'un satellite géostationnaire d'Inmarsat ou également dans la portée d'une station côtière HF avec l'ASN, hors zone A1 et A2 ;
- Zone A4 (zones polaires) : zone couverte par la HF avec l'ASN, hors zones A1, A2, A3.

L'alerte doit pouvoir être donnée à tout moment dans toutes les zones.

## Les équipements
Le système SMDSM impose aux navires soumis aux règles du SOLAS l'usage d'équipements de communication particuliers.

### Radiobalise de localisation des sinistres (RLS)

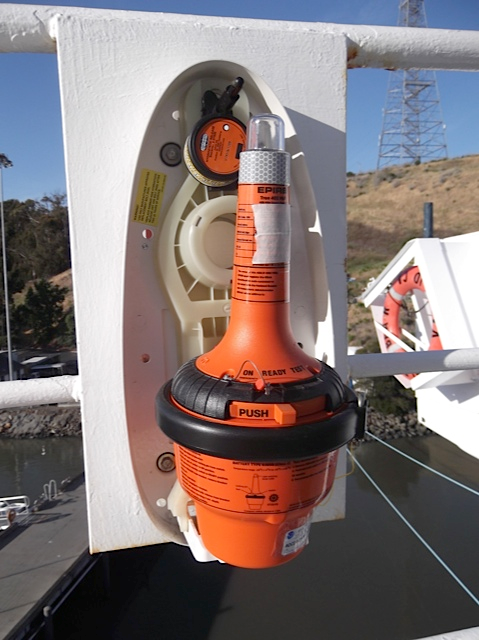
Sur un navire, coffret contenant une balise EPIRB avec système de largage automatique (capot ouvert).

Une radiobalise de localisation des sinistres (RLS) ou Emergency position-indicating radio beacon (EPIRB) émet, en cas de détresse, un signal à destination des satellites de recherche et sauvetage des réseaux Cospas-Sarsat. Ces derniers déterminent la position de la balise et la transmettent alors au bureau de recherche le plus proche.
La balise est portable, étanche et flottante, et se déclenche soit manuellement, soit automatiquement avec la pression hydrostatique lorsqu'elle est immergée. Elle émet dans la bande de fréquence 406 MHz en numérique. Sa batterie lui octroie une autonomie de 48h minimum, et 100h à +20 °C et 40h à -40 °C.
Si le système original COSPAS/SARSAT pouvait à l’origine calculer la position de la balise avec une précision à 3 milles marins près, les derniers modèles, équipés avec des récepteurs GPS, peuvent désormais atteindre une précision de 120 mètres environ.

### NAVTEX
Le Navtexi permet la réception des informations relatives à la sécurité de la navigation (MSI en anglais : Maritime Safety Information) sous forme de textes. 
Les stations NAVTEX (NAVigational TEXt messages) émettent en MF et travaillent sur une fréquence de 518 kHz pour les messages internationaux en anglais (obligatoire) et sur la fréquence 490 kHz pour les messages nationaux, dans la langue du pays émetteur (optionnel).
Les messages sont codés en fonction de leur contenu. Par exemple : 
- A : Alertes de navigation
- B : Alertes météo
- C : Bulletin sur les glaces
- D : Recherche et sauvetage en mer
- E : Bulletin météo
- F : Pilotage maritime
- G : SIA
- L : Alertes de navigations supplémentaires

### Appel sélectif numérique
L'appel sélectif numérique ASN, (DSC en anglais : Digital Selective calling) est équipé sur les radios MF, HF, et VHF, et permet d’initier la communication entre deux opérateurs radio (à bord ou à terre). Il permet par exemple d’appeler un navire ou une station côtière en particulier à l’aide de son Maritime Mobile Service Identity (MMSI) (Identité du service mobile maritime).
De plus cet équipement permet aussi d’émettre des messages de détresses préformatés, utilisés pour initier la communication avec les unités de recherche et de sauvetage.

## Certificats d'opérateur SMDSM

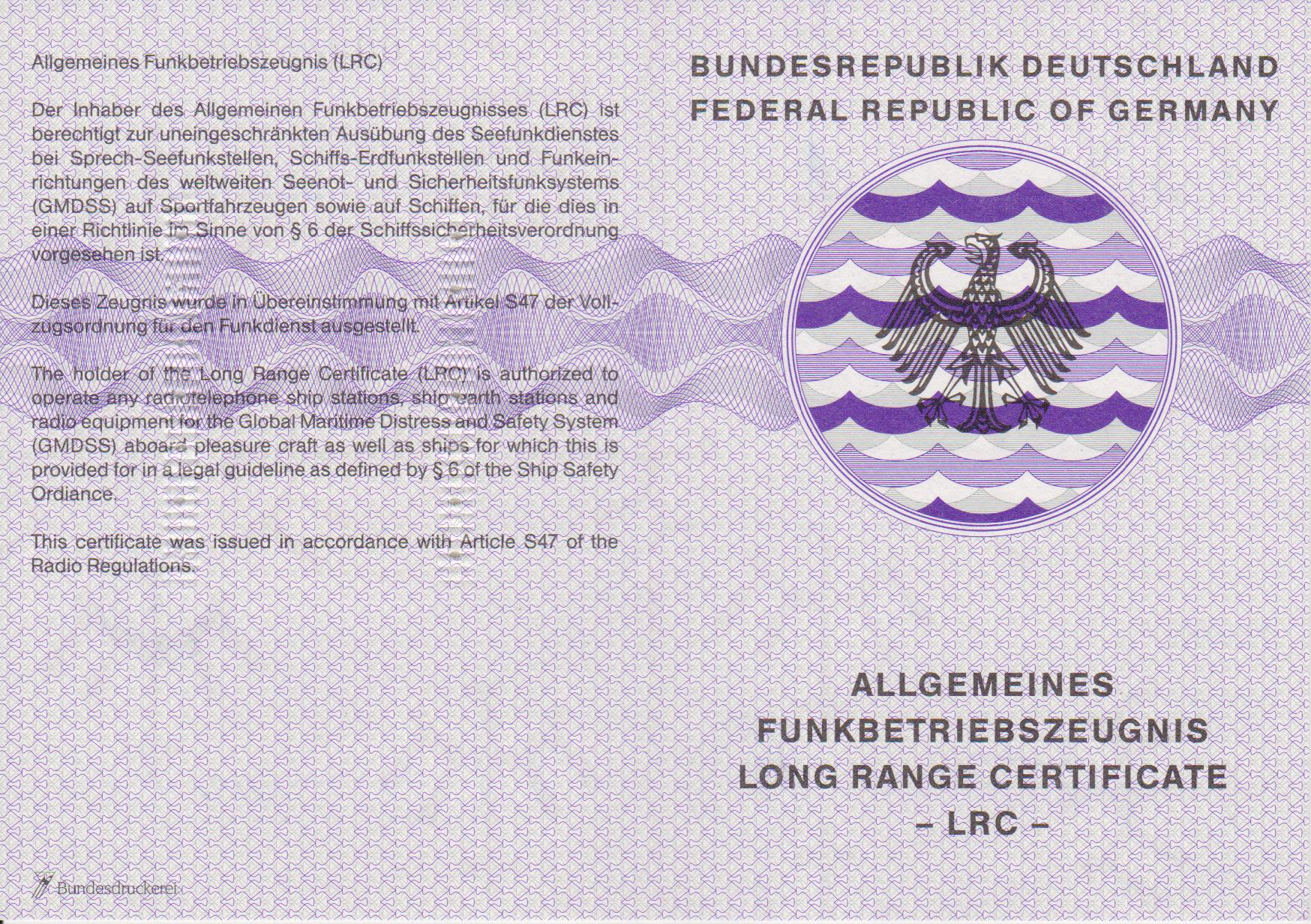
Long Range Certificate - LRC -

Certificat restreint de radiotéléphoniste maritime

Depuis 1999, la réglementation STCW impose les certificats d'opérateur SMDSM suivants :
Pour les navires de commerce
- Certificat restreint d'opérateur (CRO) type « (SRC) Short Range Certificate » (en anglais ROC, Restricted Operator's Certificate) : valide pour tous les navires exploités dans la zone A1
- Certificat général d'opérateur (CGO) type (LRC) « Long Range Certificate » (en anglais GOC, General Operator's Certificate) : pour tous les navires et dans toutes les zones.

Opérateur des radiocommunications professionnels responsable des installations SMDSM
- Certificat de radioélectronicien de 1re classe (CR1) : responsable de l’entretien des installations SMDSM, révisions et programmations des postes radios.
- Certificat de radioélectronicien de deuxième classe (CR2) : responsable de l’entretien des installations SMDSM, révisions et programmations des postes radios (Pas de session en France).

Pour tous les plaisanciers
- Certificat restreint de radiotéléphoniste maritime (SRC) Short Range Certificate pour les navires naviguant dans les eaux internationales ou étrangères [6].
- Permis plaisance pour les navires français naviguant dans les eaux territoriales françaises [7]
- Dans les eaux territoriales françaises, l'utilisation des talkie-walkie VHF de moins de 6W est autorisée sans certificat de radiotéléphoniste [8].
- Depuis 1999, plusieurs pays (Grande-Bretagne, Italie, Duché de Luxembourg, Suisse) ont créé le « (LRC) Long Range Certificate de Yacht » valide pour les navires plaisance naviguant dans toutes les zones.

## Les zones SMDSM 1999

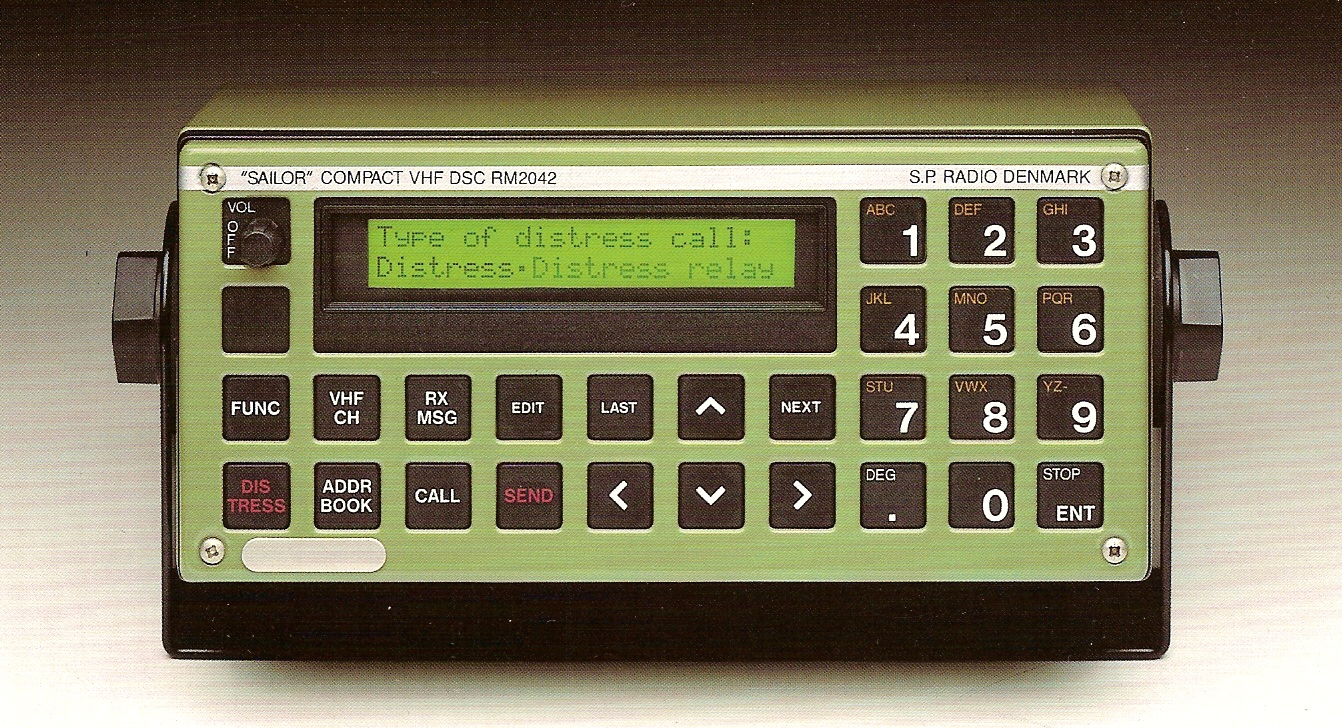
Émetteur récepteur d'appel sélectif numérique

Les installations à terre : Chaque État décide du classement de ses côtes.
Depuis février 1999, quatre zones de couverture radioélectrique sont définies dans lesquelles les navires doivent pouvoir :
- émettre et recevoir des signaux de repérage ;
- recevoir des alertes de détresse terre/navire ;
- émettre et recevoir des communications sur place ;
- émettre et recevoir des alertes de détresse navire/navire
- émettre et recevoir des radiocommunications d'ordre général ;
- émettre et recevoir des communications de passerelle à passerelle.
- émettre et recevoir des renseignements sur la sécurité maritime (RSM) ;
- émettre des alertes de détresse navire/terre (par deux moyens différents) ;
- émettre et recevoir des communications de coordination des opérations de recherche et sauvetage.

### La zone A1
En zone A1, l'État s'impose une couverture radioélectrique d'au moins une station côtière travaillant en ondes métriques et utilisant la technique d’appel sélectif numérique (ASN) en VHF sur la fréquence 156,525 MHz (voie 70 des ondes métriques) en permanence (24h/24h).

### La zone A2
En zone A2, l'État s'impose une couverture totale en ondes hectométriques avec appel sélectif numérique (ASN) cela par la couverture radioélectrique d'au moins une station côtière travaillant en ondes hectométriques et utilisant la technique d’appel sélectif numérique sur la fréquence 2 187,5 kHz (ASN).
Les territoires dans la zone A2 : Les stations côtières des États qui ne participent pas au SMDSM de 1999 donc en VHF sont dispensées d'avoir une couverture radioélectrique en appel sélectif numérique sur le canal 70. La couverture radioélectrique est : en ondes hectométriques sur le canal 2 187,5 kHz en veille automatique par l'appel sélectif numérique, et proche de la côte en ondes métriques sur le canal 16 en radiotéléphonie.

### La zone A3
En zone A3, l'État est dispensé d'avoir une couverture radioélectrique en ondes métriques et en ondes hectométriques en appel sélectif numérique (donc sans la technique d’appel sélectif numérique sur les fréquences 2 187,5 kHz (ASN) et 156,525 MHz (ASN) de la voie 70).
La zone A3 est limitée à la couverture radioélectrique assurée par 
- le service Inmarsat (Fleet 77, fleetBroadband et service Inmarsat C (International maritime satellite), entre les 76°N et 76°S ;
- ou également dans la portée d'une station côtière HF. La fréquence d’appel sélectif numérique en HF est 8 414,5 kHz (portée < 3000 km de jour et le monde dans la nuit). À côté de la fréquence d'appel sélectif numérique 8 414,5 kHz, on veille sur une deuxième fréquence décamétrique d’appel sélectif numérique : 4 207,5 kHz, 6 312 kHz, 12 557 kHz ou 16 804,5 kHz.

Exemple : Les DOM-TOM « département et région d'outre-mer » et « territoire d’outre-mer », sont classés en zone A3. La veille en radiotéléphonie des stations côtières y est assurée dans le système antérieur de détresse et de sécurité en mer dans la portée d’une station radio côtière VHF sur le Canal 16 fréquence 156,8 MHz, et dans la portée d’une station côtière (onde hectométrique) sur la fréquence 2 182 kHz. La couverture radio en appel sélectif numérique est alors assurée par les satellites Inmarsat ; les Renseignements sur la Sécurité Maritime (RSM) étant diffusés par l’intermédiaire de ses satellites (SafetyNet).

### La zone A4
La zone A4 est la zone hors A1, A2 et A3, soit au-delà des 76° Nord et 76° Sud, c'est-à-dire l’Arctique et l’Antarctique (zone polaire).
- Couverte uniquement en HF 8 414,5 kHz (onde décamétrique). Portée < 3 000 km de jour et le monde dans la nuit.
- À côté de la fréquence (ASN) 8 414,5 kHz, on veille sur une deuxième fréquence décamétrique d’appel sélectif numérique : 4 207,5 kHz, 6 312 kHz, 12 557 kHz ou 16 804,5 kHz.

Ces zones SMDSM 1999 en Europe sont illustrées ci-contre. 

### Les zones SMDSM A1 à A3 en Europe
Depuis février 1999 en Europe, les côtes sont classées A1, A2 et A3 pour les cas d’appel sélectif numérique :
- La zone A1 est dans la portée d'une station radio côtière VHF. Fréquence 156,525 MHz (voie 70 des ondes métriques) jusqu'à 40 km de la côte.
- La zone A2 est dans la portée d'une station côtière (onde hectométrique) sur la fréquence 2 187,5 kHz jusqu'à 600 km de la côte.
- La zone A3 est la zone hauturière entre les latitudes 76° Nord et 76° Sud couverte par le service Inmarsat (International maritime satellite), ou également dans la portée d'une station côtière HF : 8 414,5 kHz. Portée < 3 000 km de jour et le monde dans la nuit.

### Navtex
En zones A1 et A2, les États doivent en outre assurer une diffusion des Renseignements sur la Sécurité Maritime (RSM) à l'aide du système Navtex.

### Radiotélex
Dans le monde le réseau radiotélex:
- sur la fréquence internationale maritime : 2 174,5 kHz[11] ;
- sur les fréquences HF internationales maritimes en radiotélex 4 177,5 kHz; 6 268 kHz; 8 376,5 kHz; 12 520 kHz; 16 695 kHz.

## Compatibilité des systèmes

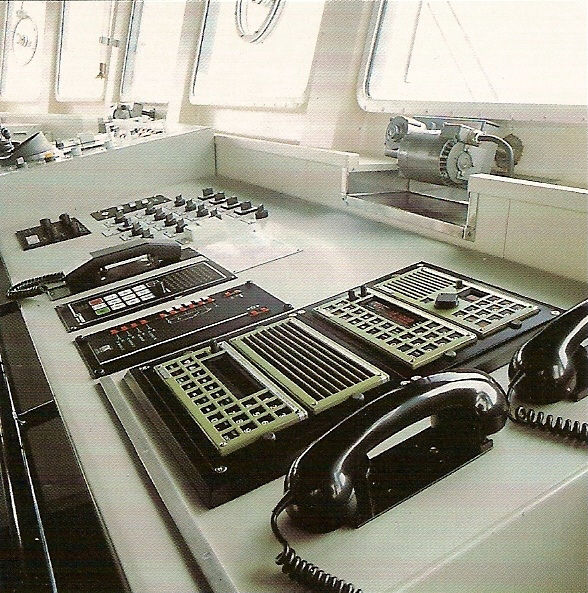
Émetteurs récepteurs SMDSM 1999 de passerelle avec l'ASN.

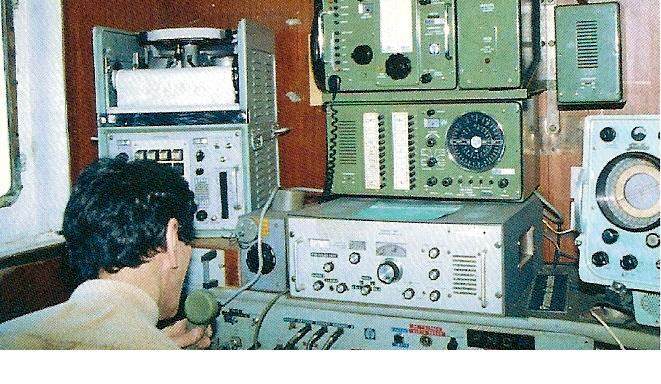
Système antérieur. Veille radio dans un navire de pêche sans l'ASN.

La réforme de 1999 a automatisé et simplifié le système d'appel de détresse, mais l'ancienne méthode de la veille radio cohabite en raison des installations toujours présentes.
- Dans les États et les flottes de navires des États où le nouveau SMDSM 1999 est généralisé, il n'y a plus de veille radiotélégraphique, radiotéléphonique (l’officier chargé du quart est ainsi libéré), les postes radiotéléphoniques sont inactifs à l'exception de la veille sur le Canal 16 [12] , [NB 1] ; la veille radio est alors une veille automatique par l'appel sélectif numérique sur le canal 70, sur la fréquence 2 187,5 kHz, sur la fréquence 8 414,5 kHz et par l’INMARSAT.
- Cependant, en Afrique, en Amérique du Sud côté Est et aux DOM-TOM département et région d'outre-mer et territoire d’outre-mer, l'ancien système est en vigueur, le canal 16 et le 2 182 kHz avec (4 125 kHz, 6 215 kHz, 3 023 kHz, 5 680 kHz et 8 291 kHz) sont les seuls moyens standards du SMDSM 1988 pour joindre la côte (ou l’appel d’une station HF comme Monaco Radio 3AC).
- Une flotte de navires d'un État en zone A3, cette flotte de navires est dispensée d'avoir une couverture radioélectrique en appel sélectif numérique. Donc cette flotte de navires utilise toujours le système antérieur de détresse et de sécurité en mer. La couverture radio est alors compatible avec les stations côtières de leurs États placés en zone A3.
- Les véhicules nautiques Français de plaisance à usage personnel en zones A2, A3, A4, l'ASN leur sont interdits dans les bandes 1,6 MHz à 26 MHz et par Inmarsat. Seul l'ASN sur le canal 70 est autorisé. Le système antérieur est assujetti aux navires français de plaisance à usage personnel en haute mer [13].

Il en résulte la cohabitation de deux flottes : 
- des navires tous postes audio éteints en veille automatique par l'ASN,
- d’autres navires en veille radiotéléphonique sans l'ASN.

Pour résoudre cette cohabitation, la veille radio des navires SMDSM 1999 équipés en ASN sur quatre zones + le canal 16. En cas d'appel sélectif numérique, l'officier chargé du quart se connecte en radiotéléphonie sur le système antérieur (non ASN) qui est utilisé par les navires et les stations côtières non équipées de l'ASN. Donc, à la réception de l'appel sélectif numérique, le navire équipé SMDSM 1999 passe sur une fréquence radiotéléphonique de la même bande radio pour communiquer avec l’autre flotte (en ASN, il est possible de transmettre un rendez-vous sur une fréquence de travail sans passer par la fréquence de veille en radiotéléphonie).

## Tableau des systèmes
| SMDSM 1988 antérieur dans les navires | SMDSM 1999 dans les navires                                       | Types et fonctions |
| ------------------------------------- | ----------------------------------------------------------------- | --- |
| sans                                  | 490 kHz réception                                                 | Système Navtex en langue locale. Réceptions des Renseignements sur la Sécurité Maritime (RSM) jusqu'à 300 milles marins (zone côtière)                                                             |
| 500 kHz veille obligatoire            | sans                                                              | Fréquence internationale de détresse en radiotélégraphie. (SOS),. Non SMDSM depuis février 1999. La fréquence radiotélégraphique de 500 kHz est utilisé par des stations de plusieurs pays         |
| 518 kHz réception                     | 518 kHz réception                                                 | Système international Navtex. Réceptions des Renseignements sur la Sécurité Maritime (RSM) jusqu'à 300 milles marins (zone côtière)                                                                |
| 2 091 kHz                             | sans                                                              | Fréquence de détresse dans la zone de convergence intertropicale en radiotélégraphie Morse. En plus de la fréquence de 500 kHz                                                                     |
| 2 174,5 kHz                           | 2 174,5 kHz                                                       | Fréquence internationale de détresse, d'urgence et de sécurité en radiotélex, |
| 2 182 kHz veille obligatoire          | 2 182 kHz                                                         | Fréquence internationale de détresse en radiotéléphonie en USB de la bande 1,605 MHz à 4 MHz. |
| 2 187,5 kHz                           | 2 187,5 kHz veille obligatoire zone A2 + (A3 et A4)               | Fréquence internationale d’appel sélectif numérique de la bande 1,605 MHz à 4 MHz avec MMSI. Puis radiotéléphonie sur la fréquence de 2 182 kHz                                                    |
| 3 023 kHz                             | 3 023 kHz                                                         | Fréquence d’urgence aéronautique en radiotéléphonie en USB de la bande 1,605 MHz à 4 MHz. Interconnexion (air/mer/terre)                                                                           |
| sans                                  | 4 209,5 kHz réception                                             | Système Navtex en zone tropicale. Réceptions des Renseignements sur la Sécurité Maritime (RSM) |
| 4 125 kHz                             | 4 125 kHz                                                         | Fréquence auxiliaire à 2 182 kHz. (air/mer/terre), inter-aéronef en USB. P maxi 1 kW |
| sans                                  | 4 207,5 kHz                                                       | Fréquence internationale d’appel sélectif numérique. Supplémentaire à 8 414,5 kHz Ralliement de détresse sur 4 125 kHz en USB                                                                      |
| 5 680 kHz                             | 5 680 kHz                                                         | Fréquence d’urgence aéronautique en radiotéléphonie en USB. Interconnexion (air/mer/terre) |
| 6 215 kHz                             | 6 215 kHz                                                         | Fréquence auxiliaire à 2 182 kHz en U.S.B. P maxi 1 kW |
| sans                                  | 6 312 kHz                                                         | Fréquence internationale d’appel sélectif numérique. Supplémentaire à 8 414,5 kHz Ralliement de détresse sur 6 215 kHz en USB                                                                      |
| 8 364 kHz                             | sans                                                              | Fréquence internationale de détresse en radiotélégraphie SOS (internationale jusqu'en février 1999) ,. La fréquence radiotélégraphique de 8 364 kHz est utilisé par des stations de plusieurs pays |
| sans                                  | 8 414,5 kHz veille obligatoire zone A4 (et zone A3 sans Inmarsat) | Fréquence HF internationale d’appel sélectif numérique avec MMSI. Zone A4. (et zone A3 sans Inmarsat) Ralliement de détresse sur 8 291 kHz en USB                                                  |
| sans                                  | 12 557 kHz                                                        | Fréquence internationale d’appel sélectif numérique. Supplémentaire à 8 414,5 kHz Ralliement de détresse sur 12 290 kHz en USB                                                                     |
| sans                                  | 16 804,5 kHz                                                      | Fréquence internationale d’appel sélectif numérique. Supplémentaire à 8 414,5 kHz Ralliement de détresse sur 16 420 kHz en USB                                                                     |
| 121,500 MHz                           | 121,500 MHz                                                       | Fréquence d’urgence aéronautique en AM (en vue d'un aéronef). Dégagement sur 123,1 MHz |
| sans                                  | 156,525 MHz veille obligatoire zone A1 + (A2,A3,A4)               | Canal 70 d'appel en ASN dans la Zone A1. Ralliement de détresse sur la voie 16 en FM |
| 156,8 MHz veille obligatoire          | 156,8 MHz veille obligatoire                                      | voie 16 ou canal 16 internationale de détresse des ondes métriques en radiotéléphonie en FM. |
| 406 à 406,1 MHz                       | 406 à 406,1 MHz                                                   | Radiobalises de localisation de sinistre (RLS) en transmission du MMSI. Radioralliement sur 121,500 MHz.                                                                                           |
| 1645,5 à 1646,5 MHz                   | 1645,5 à 1646,5 MHz veille obligatoire zone A3                    | Message Inmarsat B ou C en Zone A3 (ou sans Inmarsat veille sur la fréquence 8 414,5 kHz) |

## Navire en zone A1
Liste des matériels radios exigés en zone A1 des navires de charge de jauge brute supérieure à 300, des navires de pêche de longueur supérieure à 45 m, des navires à passagers de navigation internationale :
- 2 VHF avec appel sélectif numérique ;
- 1 balise de pont (406 MHz et 121,500 MHz) ;
- 1 Navtex ;
- 1 ou 2 répondeurs radar ;
- 2 ou 3 VHF portatifs SMDSM.

Liste des matériels radios exigés en zone A1 des navires de charge de jauge brute inférieure à 300 :
- 2 VHF donc 1 avec appel sélectif numérique ;
- 1 balise de pont (406 MHz et 121,500 MHz).

Liste des matériels radios exigés en zone A1 des navires de pêche de longueur inférieure à 45 m et des navires à passagers de navigation nationale 4e et 5e catégories :
- 2 VHF donc 1 avec appel sélectif numérique